# 琉球弧
琉球弧（日語：琉球弧），是主要在地球科學、生態學和考古學領域被使用的技術術語，範圍北起日本九州，南至台灣，介於琉球海溝和中琉界溝之間地區（琉球脊）的地形結構，包括海底山脈和突出海面的島嶼，此地區大致和琉球群島的主要分布範圍相同。
此外，中琉界溝、琉球脊和琉球海溝共同又一同被稱為“琉球弧－海溝系”。
雖然釣魚臺列嶼在生物學上並不算是琉球弧的一部分，但是亦有部分地理書籍將其列入。

## “琉球弧”中的主要島嶼
- 大隅群島
屋久島、種子島、口永良部島、馬毛島、竹島、硫磺島、黑島
- 吐噶喇群島
口之島、中之島、臥蛇島、小臥蛇島、平島、諏訪之瀨島、惡石島、小島、小寶島、寶島（日语：寶島 (鹿兒島縣)）、上之根島、橫當島
- 奄美群島
奄美大島、枝手久島、喜界島、加計呂麻島、江仁屋離島、須子茂島、與路島、請島、木山島、ハンミャ島、德之島、沖永良部島、與論島
- 沖繩群島
  - 硫磺鳥島、沖繩島、瀨底島、水納島、宮城島（大宜味村）、宮城島（宇流麻市）、伊計島、濱比嘉島、平安座島、藪地島、津堅島、古宇利島、瀨長島、屋我地島、奧武島（名護市）、久高島（名護市）、奧武島（南城市）、伊江島
  - 伊平屋伊是名群島
伊平屋村：伊平屋島、野甫島
伊是名島：屋那霸島、具志川島、降神島
  - 慶良間群島
渡嘉敷島、前島、座間味島、阿嘉島、慶留間島、外地島（慶良間空港）、奧武島（座間味村）
  - 粟國島、渡名喜島
  - 久米島、奧武島（久米島町）、東奥武島（オーハ島）、久米鳥島
- 宮古群島
宮古島、池間島、大神島、伊良部島、下地島、來間島、水納島、多良間島
- 八重山群島
石垣島、西表島、竹富島、小濱島、黑島、新城島、鳩間島、由布島、波照間島、與那國島

## 外部連結
- （英文）"Nature in Okinawa"(Okinawa prefecture Japan)[永久]
- （中文）"台灣北部大地構造"(中華民國國立自然科學博物館) （页面存档备份，存于）

26°20′N 128°40′E / 26.333°N 128.667°E